# Peter R. Sahm
Peter Rudolf Sahm (* 7. September 1934 in Berlin; † 19. Dezember 2013 in Aachen) war ein deutscher Ingenieur und Universitäts-Professor für Gießereiwesen an der RWTH Aachen. 1979 bis 2002 war er Direktor des Gießerei-Instituts der RWTH Aachen.
1982 war Peter Sahm wissenschaftlicher Koordinator der ersten deutschen Weltraum-Mission Spacelab D1. 1986 wurde er mit dem Gottfried-Wilhelm-Leibniz-Preis ausgezeichnet. 1991 erhielt er das Verdienstkreuz 1. Klasse der Bundesrepublik Deutschland. 1995 wurde er Ehrendoktor der Universität Hannover und ausländisches Mitglied der Bulgarischen Akademie der Wissenschaften.